# Praxillinicola kroyeri
Praxillinicola kroyeri – gatunek widłonoga z rodziny Clausiidae; jedyny przedstawiciel rodzaju Praxillinicola. Gatunek i rodzaj opisał w 1885 roku szkocki lekarz i zoolog morski William Carmichael McIntosh.